# Sonny Greenwich
Sonny Greenwich (* 1. Januar 1936 in Hamilton, Ontario) ist ein kanadischer Gitarrist des Modern Jazz.

## Leben und Wirken
Sonny Greenwich begann seine Musikerkarriere in Toronto und zog im Jahr 1965 nach New York City und spielte dort im Jazzclub Village Gate mit dem Saxophonisten Charles Lloyd. Greenwichs Reputation brachte ihm die Aufmerksamkeit von John Handy, der mit ihm 1966/67 nach  Seattle, San Francisco und New York auf Tournee ging. In dieser Zeit wirkte Greenwich auf dem Album Third Season (Blue Note Records) von Hank Mobley  mit.
Im Jahr 1968 formierte Sonny Greenwich sein eigenes Quartett mit dem Pianisten Teddy Saunders, dem Bassisten Jimmy Garrison und dem Schlagzeuger Jack DeJohnette, mit dem er im New Yorker Village Vanguard auftrat. Im Dezember 1969 spielte Greenwich mit Miles Davis, Wayne Shorter, Chick Corea, Dave Holland und Tony Williams in der Colonial Tavern in Toronto. Im folgenden Jahr war Greenwichs Band die Vorgruppe von Miles Davis’ Auftritt in Toronto. Greenwich arbeitete außerdem mit Pharoah Sanders, McCoy Tyner, Chick Corea und Sun Ra. In den 1990er Jahren wirkten an seinen Alben Kenny Wheeler (Kenny & Sonny) sowie Paul Bley als Gastmusiker mit.  Mit Bley trat er vor den Aufnahmen auf dem Jazzfestival in Montreal auf.
Greenwich zählt zu den wichtigen kanadischen Jazzmusikern; im kanadischen Book of Lists wird er als einer der „10 besten kanadischen Jazzmusiker aller Zeiten“ genannt.
Im Jahr 2006 wurde für seine Verdienste für die Kultur Kanadas mit dem Orden Order of Canada ausgezeichnet.

## Diskographie (Auswahl)
- Sonny Greenwich/Ed Bickert Quartet: Days Gone By (Sackville, 1979)
- Sonny Greenwich Quartet: Bird of Paradise (Justin Time Records, 1986)
- Live at Sweet Basil (Justin Time, 1987)
- Standard Idioms (Kleo, 1991/92)
- Hymn to the Earth (Kleo, 1994), Spitit in the Air (Kleo, 1995)
- Kenny Wheeler/Sonny Greenwich Quintet: Kenny & Sonny live at the Montreal Jazz Festival (Justin Time, 1993)
- Paul Bley/Sonny Greenwich: Outside In (Justin Time, 1994)
- Sonny Greenwich/Marilyn Lerner: Special Angel (CBC, 2003)